# Concilie van Carthago
Tijdens het Concilie van Carthago (418-419) werd - evenals op het Concilie van Hippo (393) - onder meer de canon van de Bijbel officieel bekrachtigd. Dit hield niet in dat deze boeken toen pas in de canon werden ópgenomen, zoals vaak ten onrechte wordt beweerd, maar dat men het er unaniem over eens was dat ze al sinds jaar en dag door de Kerk als canoniek beschouwd waren. Er werd verwezen naar de lijsten van canonieke boeken die al eerder door anderen waren opgesteld, op basis van lokale overeenstemming onder de christenen.
Ook werd op dit concilie, op instigatie van kerkvader Augustinus, het pelagianisme veroordeeld. 